# Aeroportul Aeroclub, Nova Iguacu
Aeroportul Aeroclub, Nova Iguacu (IATA: QNV, ICAO: SDNY) este un aeroport din Nova Iguaçu, Rio de Janeiro, Brazilia ce deservește zona Nova Iguaçu.
Situat la o altitudine de 50 m, aeroportul dispune de 2 piste.

## Infrastructură

### Piste
Aeroportul dispune de 2 piste. Pista 11/29 are suprafața de asfalt și dimensiunile 1.200 m × 30 m. Pista 05/23 are suprafața de pietriș și dimensiunile 800 m × 20 m. 